# Bereich (Weinbau)
Als Bereich oder Weinbaubereich bezeichnet man im Weinbau ein definiertes Gebiet innerhalb eines bestimmten Anbaugebietes (Weinbaugebiet), das aus Lagen dieses Anbaugebietes besteht. Die Bereiche wurden geschaffen, um größere Weinmengen unter einheitlichen Bezeichnungen vermarkten zu können, ohne die meist wenig klangvollen Namen der Anbaugebiete verwenden zu müssen.

## Begriffsbestimmung
Die Abgrenzung der Begriffe ergibt sich aus dem deutschen Weingesetz (WeinG):
Ein Bereich ist eine Zusammenfassung mehrerer Lagen, aus deren Erträgen Weine gleichartiger Geschmacksrichtung hergestellt werden und die in nahe beieinander liegenden Gemeinden desselben bestimmten Anbaugebietes gelegen sind.
Eine Lage ist eine bestimmte Rebfläche (Einzellage) oder die Zusammenfassung solcher Flächen (Großlage), aus deren Erträgen gleichwertige Weine gleichartiger Geschmacksrichtungen hergestellt werden und die in einer Gemeinde oder in mehreren Gemeinden desselben bestimmten Anbaugebietes gelegen sind. 

## Deutsches Weinanbaugebiet
Die deutschen Anbaugebiete sind per Bundesgesetz definiert und bilden zusammen das Deutsche Weinanbaugebiet. Die Bundesländer grenzen die Anbaugebiete ein und teilen diese wenn nötig in Bereiche auf. So sind für das kleine Weinbaugebiet Hessische Bergstraße nur zwei Bereiche und drei Großlagen  definiert, aber das große Weinbaugebiet Baden weist neun Weinbaubereiche aus, in denen es wiederum Großlagen gibt.
Die Bereichsnamen können sowohl für Tafelwein als auch für Qualitätswein bestimmter Anbaugebiete verwendet werden. Wird bei Qualitätswein ein Bereich angegeben, so müssen mindestens 85 % der Trauben aus diesem Bereich und der Rest aus dem übergeordneten Anbaugebiet stammen. Bei Prädikatsweinen müssen alle Trauben aus dem angegebenen Bereich stammen.
Von Kritikern wird bemängelt, dass die Bereiche häufig die Namen von Groß- oder Einzellagen tragen, was zu einer Täuschung der Konsumenten führen könne. Beispielsweise ist der einzige Bereich des Anbaugebietes Rheingau, Johannisberg, praktisch namensgleich mit der renommierten Einzellage Schloss Johannisberg. Ein weiterer Kritikpunkt ist, dass etliche Bereiche deckungsgleich mit Anbaugebieten sind. Als Beispiel seien hier das Weinbaugebiet Ahr und der identische Bereich Walporzheim/Ahrtal genannt. Aus diesen Gründen führen viele Winzer weder Bereichs- noch Großlagenbezeichnungen auf den Etiketten ihrer Weine.
Seit einer Evaluierung des Weingesetzes 1989 muss das Wort „Bereich“ nur noch dann auf den Etiketten angegeben werden, wenn der Bereichsname mit einer anderen geographischen Bezeichnung leicht zu verwechseln ist.

## Bereiche
In den 13 deutschen Qualitätsweinbaugebieten gibt es 41 Bereiche mit insgesamt 165 Großlagen:
- Ahr (1 Bereich): 
  - 1) Bereich Walporzheim/Ahrtal
- Baden (9 Bereiche):
  - 2) Bereich Badische Bergstraße
  - 3) Bereich Bodensee
  - 4) Bereich Breisgau
  - 5) Bereich Kaiserstuhl
  - 6) Bereich Kraichgau
  - 7) Bereich Markgräflerland
  - 8) Bereich Ortenau
  - 9) Bereich Tauberfranken
  - 10) Bereich Tuniberg
- Franken (3):
  - 11) Bereich Maindreieck
  - 12) Bereich Mainviereck
  - 13) Bereich Steigerwald
- Hessische Bergstraße (2):
  - 14) Bereich Starkenburg
  - 15) Bereich Umstadt
- Mittelrhein (2):
  - 16) Bereich Loreley
  - 17) Bereich Siebengebirge
- Mosel (6):
  - 18) Bereich Bernkastel
  - 19) Bereich Burg Cochem
  - 20) Bereich Moseltor
  - 21) Bereich Obermosel
  - 22) Bereich Ruwer
  - 23) Bereich Saar
- Nahe (1):
  - 24) Bereich Nahetal
- Pfalz (2):
  - 25) Bereich Mittelhaardt-Deutsche Weinstraße
  - 26) Bereich Südliche Weinstraße
- Rheingau (1):
  - 27) Bereich Johannisberg
- Rheinhessen (3):
  - 28) Bereich Bingen
  - 29) Bereich Nierstein
  - 30) Bereich Wonnegau
- Saale-Unstrut (3):
  - 31) Bereich Mansfelder Seen
  - 32) Bereich Schloss Neuenburg
  - 33) Bereich Thüringen
- Sachsen (2):
  - 34) Bereich Elstertal
  - 35) Bereich Meißen
- Württemberg (6):
  - 36) Bereich Bayerischer Bodensee
  - 37) Bereich Kocher-Jagst-Tauber
  - 38) Bereich Oberer Neckar
  - 39) Bereich Remstal-Stuttgart
  - 40) Bereich Württembergisch Unterland
  - 41) Bereich Württembergischer Bodensee